# Esperança Nova
Esperança Nova är en kommun i Brasilien.   Den ligger i delstaten Paraná, i den södra delen av landet, 1 100 km sydväst om huvudstaden Brasília. Antalet invånare är 1 970.
Trakten runt Esperança Nova består i huvudsak av gräsmarker. Runt Esperança Nova är det ganska glesbefolkat, med 29 invånare per kvadratkilometer.